# Valhalla Rising - Regno di sangue
Valhalla Rising - Regno di sangue (Valhalla Rising) è un film del 2009 diretto da Nicolas Winding Refn.
Con questo lungometraggio il regista torna a collaborare con l'attore Mads Mikkelsen dopo i primi due capitoli della trilogia Pusher (Pusher - L'inizio e Pusher II - Sangue sulle mie mani) e Bleeder. È stato presentato nella selezione ufficiale del Toronto International Film Festival e fuori concorso alla 66ª Mostra internazionale d'arte cinematografica di Venezia.

## Trama
Ambientato nel 1096, il film è diviso in sei capitoli consecutivi che rappresentano le sei principali tappe del viaggio dei due protagonisti (One-Eye e il bambino pagano) verso la ricerca di redenzione.
Un uomo muto e senza un occhio è tenuto prigioniero da un gruppo di vichinghi, i quali lo lasciano uscire da una gabbia solo per combattere contro altri guerrieri in cruenti scontri corpo a corpo. Nonostante le vessazioni cui è sottoposto, l'uomo appare invincibile. Un giorno, egli riesce infine a liberarsi dei suoi carcerieri e arriva a ucciderli tutti, tranne il ragazzo addetto al suo sostentamento. Preso dalla compassione, il prigioniero ormai libero lo prende con sé e i due vagano per le brughiere fino a incontrare un piccolo gruppo di vichinghi cristiani, intenzionati a recarsi in Terra santa per combattere gli infedeli. I due si uniscono a loro e il gruppo inizia il viaggio in mare.
Ben presto, una fitta nebbia impedisce loro di tenere la rotta, ma quando la compagnia, piagata dalla sete, sembra spacciata, la nave avvista di nuovo terra. Il luogo raggiunto, però, non è quello voluto, bensì una terra sconosciuta ed ostile popolata da tribù primitive. Emerge quindi l'ipocrisia dei guerrieri cristiani dal loro leader: se questa non è la Terra Santa, bisogna fare in modo di assoggettare le tribù primitive, convertirle al cristianesimo e gettare le basi per un dominio totalmente nuovo, delle cui ricchezze beneficeranno loro soltanto. Il gruppo si divide per gli interessi e si sfalda. Il guerriero muto si disinteressa del destino degli ultimi compagni, con l'eccezione di quello del bambino. Il suo unico interesse è seguire il proprio fato, guidato da visioni profetiche: sempre per bocca del bambino, rivelerà la loro condanna a morte. L'ultimo passo è il sacrificio di se stesso per salvare il bambino, ed il raggiungimento della propria redenzione.

## Accoglienza

### Incassi
Il film ha incassato un totale di 282737 $.

### Critica
Sull'aggregatore di recensioni Rotten Tomatoes, Valhalla Rising - Regno di sangue ha una percentuale di gradimento del 73%, con un voto medio di 6,6 su 10 basato su 62 recensioni. Su Metacritic ha un punteggio di 61 su 100 basato su 15 recensioni.

## Riconoscimenti
- 2010 – Festival internazionale del cinema di Porto
  - Premio della giuria
  - Menzione speciale della giuria